# Rocafort (Valencia)
Rocafort es un municipio de la Comunidad Valenciana, España. Pertenece a la provincia de Valencia, en la comarca de la Huerta Norte (L'Horta Nord). Su población es de 7753 habitantes (INE 2024).

## Toponimia
El topónimo Rocafort presenta un claro origen geográfico, proveniente del lugar de asentamiento original del pueblo: una pequeña roca sobre las huertas circundantes. Si bien podría derivar del latín rocea forte, se cree que la denominación se desarrolló en época posterior. En valenciano antiguo el adjetivo fort solo tenía una terminación para ambos géneros (a diferencia del valenciano moderno, que tiene para el femenino la forma forta), por lo que este podía aplicarse al término roca. La primera mención al topónimo está registrada en 1415, en el denominado Document del Morabetí. Desde entonces el nombre no ha sufrido ninguna alteración, no siendo siquiera castellanizado en ningún periodo.

## Geografía
El municipio de Rocafort se sitúa al noroeste de la ciudad de Valencia, en la comarca de la Huerta Norte, con una altitud media de 35 m s. n. m. El término municipal presenta una forma alarga en dirección NO-SE que se extiende por terrenos calcáreos. El casco urbano divide el término en dos partes de relieve y utilización del suelo muy diferenciadas. La parte que sigue al noroeste la ocupan una serie de lomas suaves cuya altura nunca llega a superar los 90 m s. n. m. y en donde los cultivos de secano (algarrobos, olivos y vid) han sido sustituidos por urbanizaciones de tipo de descanso y veraneo. Desde el núcleo urbano primitivo hacia el sureste el suelo es completamente llano y de origen sedimentario y está ocupado por cultivos de regadío con agua procedente de la Acequia Real de Moncada.[cita requerida]
Localidades limítrofes
|                | Norte: Masarrochos (Valencia) |                          |
| Oeste: Godella |                               | Este: Borbotó (Valencia) |
|                | Sur: Godella                  |                          |

## Historia

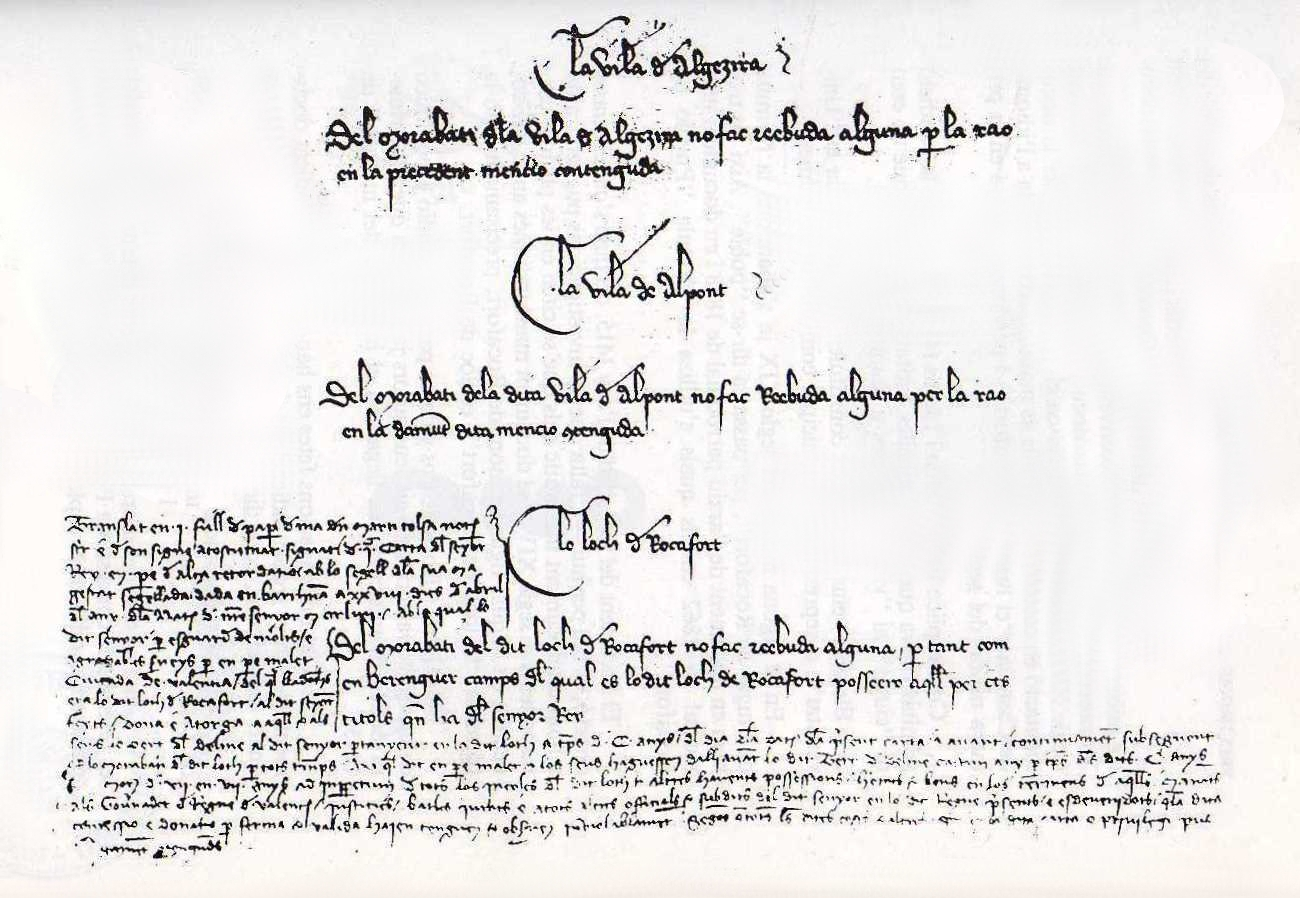
Document del Morabetí, de 1415.

Los únicos vestigios arqueológicos pertenecen al Eneolítico, tratándose de un enterramiento múltiple en la cueva de Rocafort. Dado su topónimo de origen románico, se cree que el poblamiento surgió con posterioridad a la conquista de Jaime I.Se sabe que en 1343, Rocafort pertenecía a Francesca Gemella y que, más tarde, el señorío fue ejercido por Francesc y Pere Matet (alrededor de 1354). El documento más antiguo en que aparece el nombre de Rocafort es el llamado Document del Morabetí, de 1415. En él se lee:

Lo Loch de Rocafort
Del morabatí del dit loch de Rocafort no faç rebuda alguna per tant com en Berenguer Camps del qual es lo dit loch de Rocafort posseix aquell per cert títols que ha del Senyor Rei.
A.R.V. Mestre Racional, 10870.

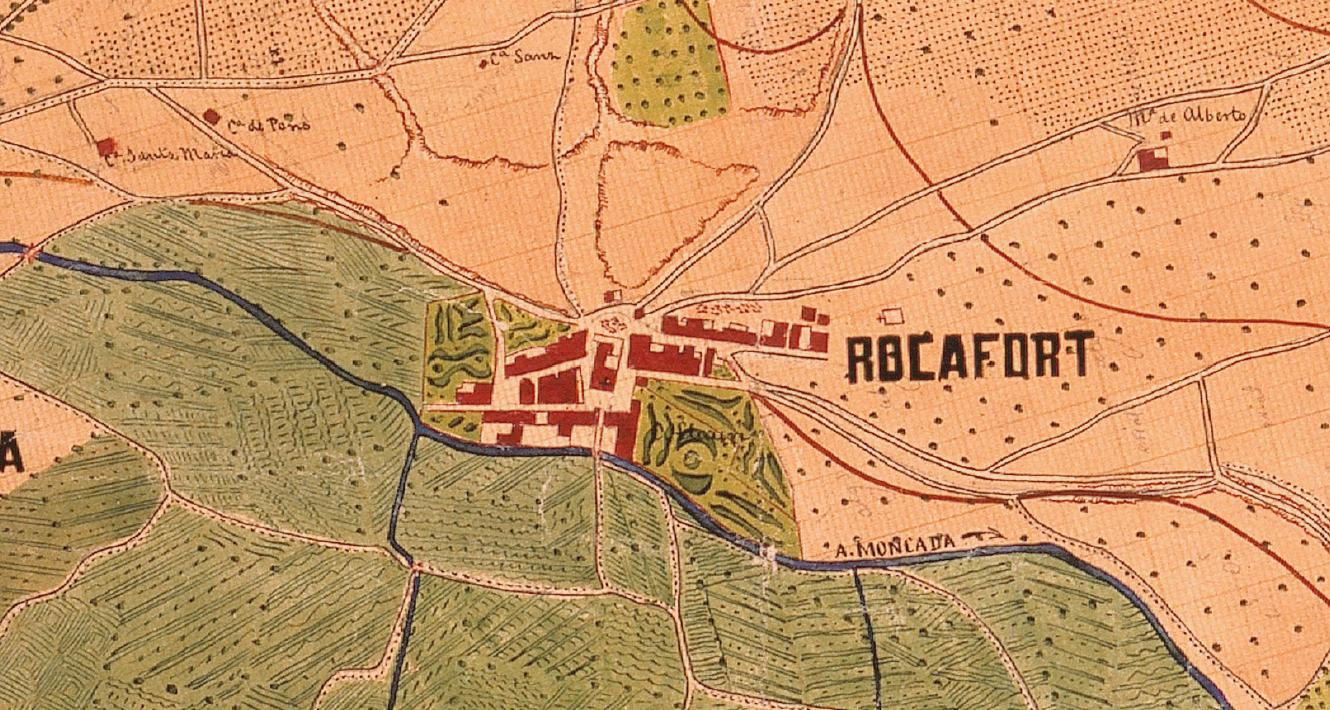
Rocafort en 1883.

Más tarde pasó a manos de la familia Mercader, de Tomàs Ribot, de Cristóbal Muñoz de Funes (desde 1508) y por último, por los barones de Santa Bàrbara. En el Diccionario de Madoz (1845-1850) aparece la siguiente descripción:

L[ugar] con ayunt[amiento] de la prov[incia] [...] de Valencia (4 leg[uas]) [...] Sit[uado] en la orilla izq[uierda] de la acequia de Moncada, sobre una roca de la cual trae origen su nombre; le baten los vientos del E. y O. [...] Tiene 70 casas; el conv[ento] de San Francisco de Paula, cuyo edificio ha sido cedido por el Gobierno á la pobl[ación] que ha establecido en él el ayunt[amiento]; la cárcel, la escuela de niños [...] la de niñas [...] igl[esia] (San Sebastian) aneja de la de Moncada [...] y un cementerio 1/2 cuarto de hora al S. de la pobl[ación]. Confina el térm[ino] por N. con Moncada; E. Benifaraig y Borbotó; S. y O. Godella: su estension es de 1/4 leg[ua] en todas direcciones. El terreno es de buena calidad, secano y de regadío, que fertiliza la acequia de Moncada. Los caminos conducen á Godella, Moncada y Valencia, en estado regular [...] Prod[ucción]: trigo, maiz, seda, cáñamo, alubias, algarrobas y aceite. Ind[ustria]: la agrícola y una tienda de abacería. Pobl[ación]: 73 vec[inos], 338 alm[as] [...]
Diccionario de Madoz

Durante los años 30 (los de la Segunda República Española), Rocafort era un pueblo pequeño agrícola que tenía una colonia de chalets de la burguesía valenciana. Al inicio de la Guerra Civil, la población aumentó en 2000 habitantes (pasó de los 1000 a los 3000), aunque gran parte de ellos ni siquiera llegaron a empadronarse.
En esa época se incautaron 26 casas y 29 chalets cuando el Gobierno Republicano se desplazó de Madrid a Valencia. En estos establecimientos se instalaron dependencias oficiales, como la embajada de Méjico, el Alto Estado Mayor del Ejército (en la actual avenida de Ausiàs March), sedes de partidos políticos y asociaciones sindicales (la Izquierda Republicana en la plaza de la República, el Partido Socialista en la plaza Mayor, etc.), y se ubicó a una colonia escolar de 62 niños. Cabe destacar la construcción de refugios antiaéreos.
A lo largo de este periodo se renombraron gran cantidad de calles y plazas de Rocafort con nombre como República, Pablo Iglesias o Manuel Azaña, por ejemplo.

## Demografía
Rocafort cuenta con una población de 7753 habitantes (INE 2024).
| Gráfica de evolución demográfica de Rocafort entre 1842 y 2021                                                      |
| |
| Población de derecho según los censos de población del INE Población de hecho según los censos de población del INE |

En 1510, Rocafort junto con la vecina Godella sumaban en total 33 vecinos entre los dos (unos 150 habitantes). En 1572 Rocafort debía tener 9 vecinos (unos 40 hab.), que ya habían crecido hasta los 16 (unos 72 hab.) un siglo después, en 1646. En 1713 la población había aumentado poco (18 vecinos) y en 1787, ya habitaban 322 personas, que aumentaron hasta las 504 de 1877. La población aumentó ligeramente hasta 1940, cuando el pueblo sobrepasaba los 1260 habitantes. En 1970 ya eran 2200 y en 1981, 3.087. Contaba con una población censada de 6640 habitantes en 2009 (INE). En 2021, la población del municipio de Rocafort era de 7445 habitantes. Los habitantes censados en 2023 en Rocafort eran 7570.

## Economía
Rocafort es uno de los municipios más terciarios de la Huerta de Valencia. En 2001, un 75 % de los activos residentes trabajaban en el sector de los servicios, porcentaje que era el más elevado de la comarca, incluso por encima de la misma ciudad de Valencia y de Godella. Por otra parte, la agricultura es una actividad económica casi inexistente: ese mismo año, tan solo un 1 % de los activos trabajaban en este sector y solo 64 hectáreas estaban cultivadas, todas ellas de regadío. Los cítricos (59 ha), las hortalizas (3 ha) y la patata (2 ha) componen los cultivos principales. El sector secundario tampoco es muy importante en el municipio: ocupa tan solo un 23 % de los activos y buena prueba de su escasa presencia es que el Plan General de Ordenación Urbana aprobado el 3 de mayo de 1990 no declaraba ninguna hectárea como zona industrial.
Antiguamente fue importante la extracción de piedra y mármol, pero las canteras se hallan extintas en la actualidad. No obstante, es de destacar que de ellas se extrajo el material necesario para la construcción de las Torres de Serranos y del Miguelete.
Rocafort es el decimoprimer municipio de España con una mayor renta media per cápita, y el primero de la Comunidad Valenciana. Muestra de la importancia de su zona residencial y los servicios que de ella derivan, como el principal motor económico y terciario de la localidad actualmente.

### Comunicaciones
El término de Rocafort está atravesado de norte a sur por la CV-310, que enlaza Burjasot con la A-7 a la altura de Rocafort y con la A-23 a la altura de Algimia de Alfara. Cuenta además por una parada de la Línea 1 de Metrovalencia, llamada Rocafort, que se encuentra entre las paradas Godella y Massarojos.
A pesar de que ningún autobús de la EMT Valencia pase directamente por Rocafort, dos de sus líneas pasan cerca del municipio, la 26 y la 63.

## Administración y política

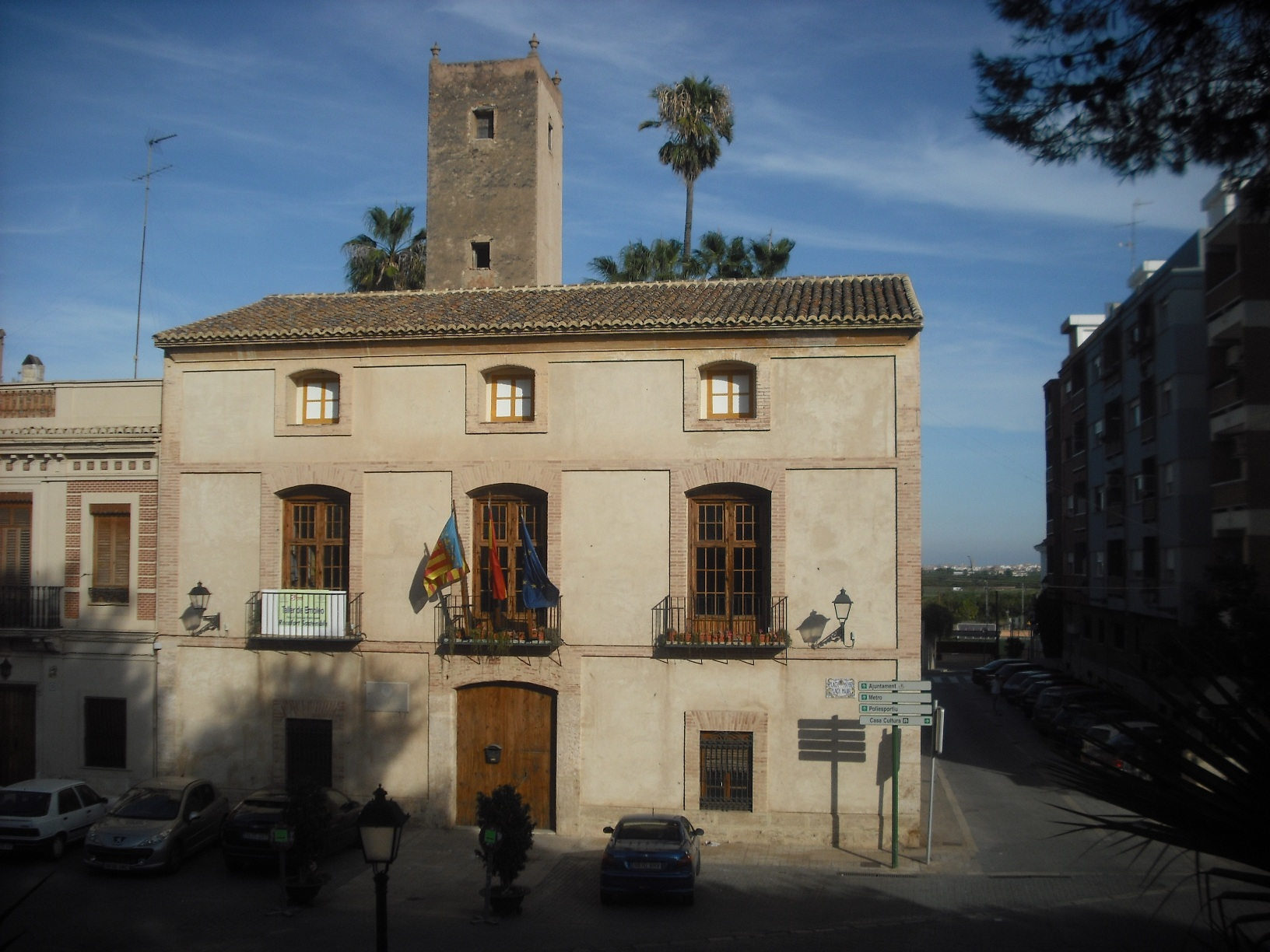
Casa Bou, sede del ayuntamiento de Rocafort desde 2002.

Rocafort está gobernado por una corporación local formada por concejales elegidos cada cuatro años por sufragio universal que a su vez eligen un alcalde. El censo electoral está compuesto por todos los residentes empadronados en Rocafort mayores de 18 años y nacionales de España y de los otros países miembros de la Unión Europea. Según lo dispuesto en la Ley del Régimen Electoral General, que establece el número de concejales elegibles en función de la población del municipio, la Corporación Municipal de Rocafort está formada por 13 concejales. La sede actual del ayuntamiento rocafortano está, desde 2002, en la Casa Bou, situada en la plaza Mayor. En las últimas elecciones municipales, las de 2023, el mandato del municipio quedó en manos del Partido Popular, al cual pertenece el actual alcalde Gorka Gómez Lorenzo. Los resultados de estas últimas elecciones fueron los siguientes: 4288 votos contabilizados (443 más que en las elecciones de 2019), 1256 abstenciones, 22 votos nulos y 41 votos en blanco. Rocafort dispone de un total de 13 concejales.
Resultados electorales de las últimas elecciones municipales de Rocafort (28 de mayo de 2023):
| Resultados por partido |            |       |         |
| ---------------------- | ---------- | ----- | ------- |
| Partido                | Concejales | Votos | %       |
| PP                     | 6          | 1654  | 38.77 % |
| PSOE                   | 3          | 874   | 20.48 % |
| VOX                    | 2          | 565   | 13.24 % |
| PODEM-EUPV-GR: UNIDAS  | 1          | 472   | 11.06 % |
| CS                     | 1          | 320   | 7.5 %   |
| ACORD PER GUANYAR      | 0          | 186   | 4.36 %  |
| VECINOS POR ROCAFORT   | 0          | 154   | 3.6 %   |
| PODEM-EUPV             | -          | -     | -       |
| COMPROMÍS MUNICIPAL    | -          | -     | -       |
| IXR                    | -          | -     | -       |
| CONTIGO                | -          | -     | -       |

La Junta de Gobierno Local de Rocafort está formada por:
- Gorka Gómez Lorenzo: alcalde. Pertenece al grupo municipal Partido Popular (PP) y es el encargado de las áreas de comunicación, recursos humanos, jubilados y seguridad ciudadana.
- Sergio Herrero Rosario: 1.er teniente de alcalde. Pertenece al grupo municipal VOX y es el encargado de las áreas de educación y formación.
- Jorge Ortega Cotarelo: 2.º teniente de alcalde. Pertenece al grupo municipal Partido Popular (PP) y es el encargado de las áreas de participación ciudadana, empleo, comercio, desarrollo económico y urbanizaciones.
- Vicente Blanch Tormo: 3.er teniente de alcalde. Pertenece al grupo municipal Partido Popular (PP) y es el encargado de las áreas de urbanismo, servicios básicos, alumbrado público y mantenimiento.
- Esther Carrera Bergua: 4.ª teniente de alcalde. Pertenece al grupo municipal Partido Popular y es la encargada de las áreas de fiestas, juventud y servicios sociales.[20]

### Alcaldes
| Periodo   | Nombre                                                                                               | Partido         |
| --------- | --- | --------------- |
| 1979-1983 | Enrique Gonzalvo Soler                                                                               | GIR             |
| 1983-1987 | Vicent Lozano Gandia                                                                                 | AP              |
| 1987-1991 | Floreal Silvestre Alcañiz                                                                            | PSPV-PSOE       |
| 1991-1995 | Floreal Silvestre Alcañiz (1991-1994) Francesc Soler Marco (1994-1995)                               | PSPV-PSOE       |
| 1995-1999 | Sebastián José Bosch Ponce                                                                           | PP              |
| 1999-2003 | Sebastián José Bosch Ponce                                                                           | PP              |
| 2003-2007 | Sebastián José Bosch Ponce                                                                           | PP              |
| 2007-2011 | Sebastián José Bosch Ponce                                                                           | PP              |
| 2011-2015 | Amparo Sampedro Alemany                                                                              | PSPV-PSOE       |
| 2015-2019 | Amparo Sampedro Alemany (2015-2016) Víctor Jiménez Bueso (2016-2019)                                 | PSPV-PSOE       |
| 2019-2023 | Guillermo José Gimeno (2019-2021) Agustín Aliaga Pozo (2021-2022) Rafael Ferrando García (2022-2023) | Cs PP PSPV-PSOE |
| 2023-act. | Gorka Gómez Lorenzo                                                                                  | PP              |

## Deportes
En esta sección podemos destacar la presencia de un gran polideportivo municipal que alberga numerosas instalaciones como por ejemplo una pista de tenis, pistas de pádel, frontón, una pista multiusos, un campo de fútbol de césped y una piscina para poder impartir clases de natación. Una peculiaridad que podemos destacar de este polideportivo es que el acceso es abierto y totalmente gratuito tanto para ciudadanos de Rocafort como para forasteros.
En este polideportivo se celebra la semana deportiva en el mes de julio donde se llevan a cabo todo tipo de actividades deportivas variadas, como bien pueden ser: ajedrez, juegos de mesa, pádel, tenis, futbito o un campeonato de fútbol.
En las fiestas de Rocafort se celebra una carrera ciclista en colaboración con el Club Ciclista de Rocafort, y el 28 de diciembre tiene lugar la carrera de la San Silvestre, con un recorrido de 4 km.
Sin embargo, este municipio también cuenta con otro tipo de actividades deportivas, ya que dispone de una escuela de danza y dos estudios de pilates.

## Patrimonio

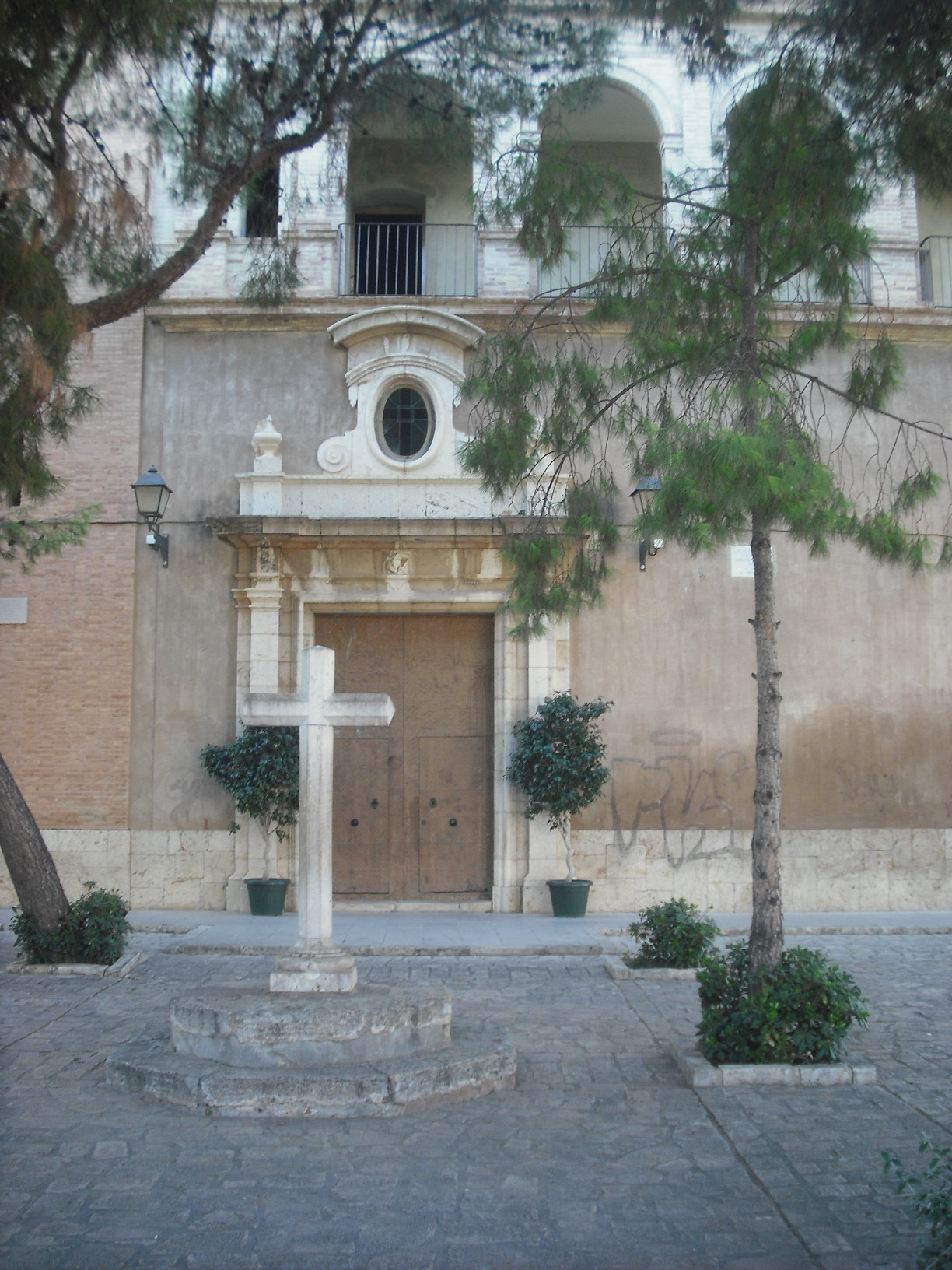
Portada de la iglesia de San Sebastián.

- Iglesia parroquial de San Sebastián: los picapedreros de Valencia tenían una ermita dedicada a San Sebastián que cedieron en 1434 a los monjes agustinos para levantar el convento. La iglesia actual data de la segunda mitad del siglo XVII, sufrió una transformación ampliándose en 1902, después de ser declarada parroquia. La actual iglesia es un edificio con torre campanario e interior de una sola nave con capillas laterales y claustro.[2] En esta iglesia no solo se realizan celebraciones eclesiásticas, sino que también acoge eventos culturales como bien son conciertos de música clásica y actuaciones corales. Se celebran misas todos los días a las 19:30 h, excepto los domingos que se celebran a las 10:00 h.[23]
- Palacio del barón de Terrateig: edificio de 1768, se encontraba al sur del centro urbano, en la calle en que nace la carretera de Godella.[2] Se derribó en 1994, conservándose solo el jardín posterior, para construir en su solar la actual Casa de la Cultura.[24]
- Claustro agustino: más allá de la propia iglesia de San Sebastián, destaca el claustro con dos galerías compuestas por dos docenas de columnas dóricas con un aljibe en el centro. La planta baja está compuesta por 16 arcos de medio punto y 20 columnas cilíndricas que se posan sobre un zócalo, mientras que la galería superior está formada por 12 arcos de medio punto que se ubican sobre columnas cilíndricas. Todo este conjunto está pintado de cal y no goza de decoración. Destaca el uso de azulejos propios del siglo XVI al XIX en la galería inferior.[25]
- Villa Amparo: fue el lugar de residencia de Antonio Machado desde noviembre de 1936 hasta abril de 1938. Es un chalet construido en los inicios del siglo XX junto con la acequia real de Moncada con estilo neoclásico que cuenta con un jardín, una fuente, etc. Es uno de los chalets que fue incautado por el Gobierno Republicano. En Villa Amparo, el poeta Machado escribió gran cantidad de poemas dedicados a la República. En este chalet, la Associació Cultural de Rocafort colocó una placa en 1979 en un acto donde se contaba con la presencia de Vicent Andrés Estellés, que leyó varios poemas.[26]

- Chalé Dinnbier: construido en 1936, del arquitecto Javier Goerlich, está incluido en el Catálogo de Bienes y Espacios Protegidos del municipio de Rocafort, clasificado como Bien de Relevancia Local.[27] Se encuentra en la C/Pintor Benlliure, 42 del municipio. El edificio se conoce popularmente como el Chalé Dinnbier o la “Casa Barco”. Tipológicamente el chalet se desmarca de los estándares populares y tradicionales rurales, sobre todo en cuanto a su organización funcional y al lenguaje de fachada, plasmando en ambos casos un racionalismo que desde el fin de los años 20 del pasado siglo empezaba a mostrarse de manera epidérmica a la nueva arquitectura valenciana, pero que en este caso impregna tanto las fachadas como la ideación completa del edificio haciendo de este edificio uno de los ejemplos más valiosos del primer racionalismo valenciano.[28]

```
El cuerpo principal, de dos alturas, se implanta como una edificación exenta rodeada de espacio libre. El caso que nos ocupa opta por un lenguaje racionalista que rompe con todos los 
neos
 del momento. El hecho de tratarse de edificios con menos restricciones urbanísticas que las edificaciones del Núcleo Histórico (se permitían mayores quieres, retrocesos, etc.) permitía mayor libertad a los arquitectos que desarrollaban todo un repertorio de formas y esquemas mucho más amplio que a las tradicionales fachadas urbanas. En cuanto a la organización del espacio interior, su orden obedece a criterios funcionales con estancias muy iluminadas y ventiladas divididas de acuerdo con el día y la noche, el público y privado, etc. con aprovechamiento del espacio y economía de formas. En las primeras muestras de chalés, es común encontrar la diferenciación entre zonas habitadas por la familia y por el servicio. El espacio libre de la parcela está ajardinado, cuenta con elementos auxiliares destinados al ocio o descanso como  piscina así como un espacio destinado a garaje o cochera, puesto que el coche se introduce y aparca en la propia parcela. El arbolado y diseño del jardín cobra especial importancia. Al ocupar la edificación una situación central, el perímetro de la parcela se delimita con una valla que en muchas ocasiones supone la parte visible del edificio desde la vía pública, y que es, por lo tanto, parte importante del diseño del conjunto. En la valla encontramos el acceso diferenciado de peatones y coches.
[
29
]
```

## Cultura

### Fiestas
- Fiestas patronales: celebra sus fiestas a finales de agosto en honor a la virgen de agosto, San Agustín, la virgen del Consuelo, virgen del Rosario, Santa Bárbara y cristo de la Providencia.[2]
- Fallas: la localidad cuenta con dos comisiones falleras, "La Unió" y "La Nova" la A.C. Falla la Unió de Rocafort es la primera falla de Rocafort y data del año 1982. En cambio "la Nova" es la más reciente (2017).[30]

### "Ciudad Machadiana"
El municipio de Rocafort recibe la denominación de "ciudad Machadiana" por ser una de las ciudades en las que el poeta Antonio Machado se alojó. A principios de noviembre de 1936 el Gobierno Republicano se trasladó de Madrid a Valencia. Semanas más tarde, un grupo de intelectuales, uno de ellos Antonio Machado, fueron trasladados también a esta ciudad. Las condiciones físicas y anímicas del poeta no le permitieron continuar su estancia en el centro de la ciudad, por lo que él y su familia se instalaron en Rocafort, en uno de esos chalets incautados mencionados anteriormente, Villa Amparo, donde escribió algunos de sus éxitos como Sonetos escritos en una noche de bombardeo en Rocafort, y donde participó en numerosas actividades culturales. Su estancia tuvo una duración de 16 meses, pues la evacuación hacia Cataluña no le permitió seguir residiendo en Rocafort. Más tarde se trasladó a Colliure, lugar donde el poeta murió. Machado, durante el tiempo en el que vivió en Rocafort, vio impotentemente cómo se destruía la República, a la que tantas escrituras había dedicado.
En 2014, los vecinos y vecinas de Rocafort aportaron ayudas económicas para instalar en el municipio una escultura que representaba una viñeta que Ramón Gaya incluyó en la revista "Hora de España". Junto a esta escultura se encuentra un texto en el que pone: "El pueblo de Rocafort a Antonio Machado".

## Servicios
El municipio cuenta con edificios reservados a las actividades de sus habitantes como son los centros educativos, la escuela infantil municipal o la biblioteca municipal con fines didácticos, además de otros centros de salud y farmacias. Además de un polideportivo municipal donde se realizan diferentes actividades extraescolares, así como eventos deportivos. También hay creadas diferentes asociaciones como las amas de casa, la agrupación musical, los jubilados y otros grupos con fines culturales.
En el ámbito administrativo, Rocafort cuenta con servicios sociales municipales, Policía Local y juzgados. Muchas de estas instituciones siguen una serie de medidas centradas en la Agenda de Desarrollo Local, que busca la promoción económica del municipio a partir de los emprendedores y del fomento del comercio.
Rocafort también dispone de otros servicios, tales como talleres de reparación de vehículos a motor y bicicletas eléctricas, ferreterías, joyerías, peletería, moda y juguetería. También cuenta con varios servicios de peluquería y estética, un estudio fotográfico, servicios de inmobiliaria, carpinterías, asesorías, etc.

## Educación
Como se decía en el epígrafe anterior, en el término de Rocafort encontramos una escuela infantil municipal, la cual está destinada a la escolarización de niños y niñas de 1 a 3 años y se ubica en la calle Nicolás Alonso esquina marqués d'Estella (zona Bovalar). En la actualidad, la escuela cuenta con un total de 6 aulas: 3 aulas especializadas para el alumnado de 1 y 2 años y otras 3 aulas destinadas para los niños y niñas de 2 y 3 años.
Además, Rocafort también cuenta con un colegio público que dispone de educación infantil y primaria llamado CEIP San Sebastián que goza de diversidad de aulas, como el aula de música, la de informática o la de inglés, entre otras. También cuenta con dos patios para primaria (uno de ellos cubierto) y otro para infantil. Asimismo, cuentan con un comedor y actividades extraescolares. Sus instalaciones se ubican en la calle Mayor, 17 Rocafort.
Este municipio dispone de un colegio privado y laico, el Cambridge House Community College, situado en la calle Profesorado Español, 1 Rocafort. Fue el primer colegio en España en recibir las distinciones BSO (colegio británico en el extranjero) y NABSS (National Association of British Schools in Spain). Es considerado uno de los mejores colegios del país, según la Conserjería de Educación de la Comunidad Valenciana.
Cabe destacar que Rocafort también tiene en cuenta la formación en otros ámbitos, ya que dispone de autoescuela, varias escuelas de música y academias de inglés.

## Gastronomía
Al igual que ocurre en otros municipios de la Comunidad Valenciana, el plato más tradicional de Rocafort es la Paella Valenciana. Asimismo, el dulce más popular y que se suele preparar en época de fiestas son las "coques cristines"; un dulce elaborado con almendras y que es muy típico de la zona.
Rocafort cuenta con gran variedad de establecimientos gastronómicos: dispone de más de 10 bares, más de 10 restaurantes, heladerías, servicios de comidas para llevar o incluso bares nocturnos.

## Hermanamientos
- Baillargues, Francia